# Silbertal
Silbertal est une commune autrichienne du district de Bludenz dans le Vorarlberg.